# Happy-Go-Lucky
Happy-Go-Lucky là bộ phim hài-chính kịch của Anh ra mắt năm 2009 do Mike Leigh chiụ trách nhiệm đạo diễn và biên kịch. Bối cảnh phim tập trung vào một giáo viên trường mầm non luôn vui tươi, đầy lạc quan và những mối quan hệ giữa cô ấy với người xung quanh. Phim nhận được rất nhiều phản hồi tích cực từ các nhà phê bình cũng như là nhận được rất nhiều giải thường từ vai trò đạo diễn, biên kịch của Mike Leigh, diễn xuất tài tình của nữ diễn viên chính Sally Hawkins và màn trình diễn của Eddie Marsan với vai trò nhân vật phụ.

## Nội dung
Bộ phim là hành trình theo chân Pauline "Poppy" Cross (do Sally Hawkins thủ vai), một giáo viên của trường mẫu giáo 30 tuổi, người luôn đem tới sự lạc quan, vui vẻ cho mọi người xung quanh bằng những cuộc trò chuyện đầy dí dỏm, hài hước. Một ngày nọ, sau khi chiếc xe đạp của mình bị đánh cắp, Poppy quyết định tham gia một khóa học lái xe hơi vì cô nghĩ đã đến lúc cần tập lái xe hơi. Trong buổi tập lái xe đó, cô đã có cơ hội được gặp Scott (do Eddie Marsan thủ vai), một người dạy lái xe hơi đầy nghiêm khắc. Và kể từ lúc đó, những mối quan hệ mới mẻ, đầy thú vị mới của Poppy cũng bắt đầu chớm nở.

## Diễn viên
- Sally Hawkins vai Pauline "Poppy" Cross
- Eddie Marsan vai Scott
- Alexis Zegerman vai Zoe
- Andrea Riseborough vai Dawn
- Sinead Matthews vai Alice
- Sylvestra Le Touzel vai Heather
- Joseph Kloska vai Bạn trai của Suzy
- Samuel Roukin vai Tim
- Caroline Martin vai Helen
- Oliver Maltman vai Jamie
- Nonso Anozie vai Ezra
- Karina Fernandez vai Cô Flamenco

## Đón nhận

### Đánh giá chuyên môn
Trên trang đánh giá phim Rotten Tomatoes, bộ phim nhận được 92% cà chua tươi từ 159 lời nhận xét, tương đương với 7,73/10. Những nhà phê bình đều đồng tình cho rằng "Bộ phim mới với một phần ngẫu hứng của Mike Leigh là một bộ phim hài nhẹ nhàng với những tình tiết đầy cay đắng với một ngôi sao sáng chói là Sally Hawkins." Trên Metacritic, bộ phim được tính trung bình trọng số là 84 điểm với 34 phần phê bình, chỉ ra rằng "đây là một sự hoan nghênh phổ biến."

### Dấu ấn
Câu nói "En-ra-ha", một câu nói được dùng trong phương pháp dạy lái xe của nhân vật Scott, được sử dụng lặp đi lặp lại, như một lời nhắc nhở người lái xe hãy nhìn vào gương ô tô, đã trở thành một câu cửa miệng gắn liền với cả bộ phim và với cả diễn viên Eddie Marsan. Trong một bài học, Scott đã giải thích với Poppy rằng "En-ra-ha" là một thiên thần sa ngã và ám chỉ "con mắt nhìn thấu" ở trên cùng của một "tam giác vàng" được tạo thành bởi gương chiếu hậu của ô tô và gương bên cạnh xe. Scott nói với Poppy, "Cô thấy đấy. Cô nhớ đấy. Cô sẽ nhớ Enraha cho đến ngày cô chết và tôi đã hoàn thành công việc của mình." Tên "En-ra-ha" được Eddie Marsan ngẫu hứng tạo ra trong quá trình quay phim, lấy cảm hứng từ bản ghi âm của nhà thần bí học người Anh Aleister Crowley.

### Danh sách Top 10
Bộ phim được đánh giá như một trong mười bộ phim hay nhất của năm 2008 bởi nhiều nhà phê bình bao gồm Manohla Dargis, Stephen Holden và A.O. Scott của tạp chí New York Times, Liam Lacey của tờ The Globe and Mail, Ray Bennett đến từ tạp chí The Hollywood Reporter, Shawn Levy đến từ thời báo The Oregonian, Carrie Rickey đến từ tờ The Philadelphia Inquirer, David Edelstein của thời báo New York, Elizabeth Weitzman của New York Daily News, Kimberly Jones đến từ The Austin Chronicle, Michael Sragow của báo The Baltimore Sun, Kenneth Turan của tạp chí Los Angeles Times, Ann Hornaday của thời báo The Washington Post, Lisa Schwarzbaum của Entertainment Weekly, Dennis Harvey của Variety và Steve Rea từ The Philadelphia Inquirer. Bên cạnh đó, nhà báo Armond White đến từ tạp chí New York Press đã gọi Yêu đời lên bạn nhé là phim hay nhất năm 2008.

### Giải thưởng
| Lễ trao giải                                   | Ngày trao giải    | Hạng mục                                           | Người nhận đề cử    | Kết quả   | Nguồn        |
| ---------------------------------------------- | ----------------- | -------------------------------------------------- | ------------------- | --------- | ------------ |
| Giải Oscar                                     | 22 tháng 2, 2009  | Kịch bản gốc xuất sắc nhất                         | Mike Leigh          | Đề cử     | [ 8 ]        |
| Liên minh các nữ nhà báo hoạt động về điện ảnh | 15 tháng 12, 2008 | Phim hay nhất                                      | Yêu đời lên bạn nhé | Đề cử     | [ 9 ] [ 10 ] |
| Liên minh các nữ nhà báo hoạt động về điện ảnh | 15 tháng 12, 2008 | Đạo diễn xuất sắc nhất                             | Mike Leigh          | Đề cử     | [ 9 ] [ 10 ] |
| Liên minh các nữ nhà báo hoạt động về điện ảnh | 15 tháng 12, 2008 | Nữ diễn viên chính xuất sắc nhất                   | Sally Hawkins       | Đoạt giải | [ 9 ] [ 10 ] |
| Liên minh các nữ nhà báo hoạt động về điện ảnh | 15 tháng 12, 2008 | Nam diễn viên phụ xuất sắc nhất                    | Eddie Marsan        | Đề cử     | [ 9 ] [ 10 ] |
| Liên minh các nữ nhà báo hoạt động về điện ảnh | 15 tháng 12, 2008 | Kịch bản gốc xuất sắc nhất                         | Mike Leigh          | Đề cử     | [ 9 ] [ 10 ] |
| Liên minh các nữ nhà báo hoạt động về điện ảnh | 15 tháng 12, 2008 | Dàn diễn viên chính xuất sắc nhất                  | Yêu đời lên bạn nhé | Đề cử     | [ 9 ] [ 10 ] |
| Liên minh các nữ nhà báo hoạt động về điện ảnh | 15 tháng 12, 2008 | Màn trình diễn đội phá nhất                        | Sally Hawkins       | Đoạt giải | [ 9 ] [ 10 ] |
| Liên hoan phim quốc tế Berlin                  | 17 tháng 2, 2008  | Gấu Vàng                                           | Yêu đời lên bạn nhé | Đề cử     | [ 11 ]       |
| Liên hoan phim quốc tế Berlin                  | 17 tháng 2, 2008  | Gấu Bạc cho Nữ diễn viên xuất sắc nhất             | Sally Hawkins       | Đoạt giải | [ 11 ]       |
| Hiệp hội phê bình phim Boston                  | 13 tháng 12, 2008 | Nữ diễn viên chính xuất sắc nhất                   | Sally Hawkins       | Đoạt giải | [ 12 ]       |
| Hiệp hội phê bình phim Boston                  | 13 tháng 12, 2008 | Kịch bản xuất sắc nhất                             | Mike Leigh          | Á quân    | [ 12 ]       |
| Giải Phim Độc lập của Anh                      | 13 tháng 12, 2008 | Nữ diễn viên chính xuất sắc nhất                   | Sally Hawkins       | Đề cử     | [ 13 ]       |
| Giải Phim Độc lập của Anh                      | 13 tháng 12, 2008 | Nam diễn viên phụ xuất sắc nhất                    | Eddie Marsan        | Đoạt giải | [ 13 ]       |
| Giải Phim Độc lập của Anh                      | 13 tháng 12, 2008 | Nữ diễn viên phụ xuất sắc nhất                     | Alexis Zegerman     | Đoạt giải | [ 13 ]       |
| Hiệp hội phê bình phim Chicago                 | 18 tháng 12, 2008 | Nữ diễn viên chính xuất sắc nhất                   | Sally Hawkins       | Đề cử     | [ 14 ]       |
| Hiệp hội phê bình phim Dallas–Fort Worth       | 17 tháng 12, 2008 | Phim hay nhất                                      | Yêu đời lên bạn nhé | Hạng 10   | [ 15 ]       |
| Hiệp hội phê bình phim Dallas–Fort Worth       | 17 tháng 12, 2008 | Nữ diễn viên chính xuất sắc nhất                   | Sally Hawkins       | Hạng 3    | [ 15 ]       |
| Hiệp hội phê bình phim Dallas–Fort Worth       | 17 tháng 12, 2008 | Nam diễn viên phụ xuất sắc nhất                    | Eddie Marsan        | Hạng 3    | [ 15 ]       |
| Hiệp hội phê bình phim Detroit                 | 15 tháng 12, 2008 | Nữ diễn viên chính xuất sắc nhất                   | Sally Hawkins       | Đề cử     | [ 16 ]       |
| Hiệp hội phê bình phim Detroit                 | 15 tháng 12, 2008 | Nam diễn viên phụ xuất sắc nhất                    | Eddie Marsan        | Đề cử     | [ 16 ]       |
| Giải Quả cầu vàng                              | 11 tháng 1, 2009  | Phim hay nhất – Phim ca nhạc hoặc Hài              | Yêu đời lên bạn nhé | Đề cử     | [ 17 ]       |
| Giải Quả cầu vàng                              | 11 tháng 1, 2009  | Nữ diễn viên xuất sắc nhất – Phim ca nhạc hoặc Hài | Sally Hawkins       | Đoạt giải | [ 17 ]       |
| Hiệp hội phê bình phim Luân Đôn                | 4 tháng 2, 2009   | Phim Anh Quốc của năm                              | Yêu đời lên bạn nhé | Đề cử     | [ 18 ]       |
| Hiệp hội phê bình phim Luân Đôn                | 4 tháng 2, 2009   | Đạo diễn người Anh của năm                         | Mike Leigh          | Đề cử     | [ 18 ]       |
| Hiệp hội phê bình phim Luân Đôn                | 4 tháng 2, 2009   | Nữ diễn viên chính người Anh của năm               | Sally Hawkins       | Đề cử     | [ 18 ]       |
| Hiệp hội phê bình phim Luân Đôn                | 4 tháng 2, 2009   | Nam diễn viên phụ người Anh của năm                | Eddie Marsan        | Đoạt giải | [ 18 ]       |
| Hiệp hội phê bình phim Luân Đôn                | 4 tháng 2, 2009   | Nữ diễn viên phụ người Anh của năm                 | Alexis Zegerman     | Đề cử     | [ 18 ]       |
| Hiệp hội phê bình phim Los Angeles             | 9 tháng 12, 2008  | Nữ diễn viên chính xuất sắc nhất                   | Sally Hawkins       | Đoạt giải | [ 19 ]       |
| Hiệp hội phê bình phim Los Angeles             | 9 tháng 12, 2008  | Nam diễn viên phụ xuất sắc nhất                    | Eddie Marsan        | Á quân    | [ 19 ]       |
| Hiệp hội phê bình phim Los Angeles             | 9 tháng 12, 2008  | Kịch bản phim xuất sắc nhất                        | Mike Leigh          | Đoạt giải | [ 19 ]       |
| Hiệp hội phê bình phim New York                | 5 tháng 1, 2009   | Đạo diễn xuất sắc nhất                             | Mike Leigh          | Đoạt giải | [ 20 ]       |
| Hiệp hội phê bình phim New York                | 5 tháng 1, 2009   | Nữ diễn viên chính xuất sắc nhất                   | Sally Hawkins       | Đoạt giải | [ 20 ]       |
| Hiệp hội phê bình phim trực tuyến New York     | 15 tháng 12, 2008 | Top 10 Phim                                        | Yêu đời lên bạn nhé | Đoạt giải | [ 21 ]       |
| Hiệp hội phê bình phim trực tuyến New York     | 15 tháng 12, 2008 | Nữ diễn viên chính xuất sắc nhất                   | Sally Hawkins       | Đoạt giải | [ 21 ]       |
| Hiệp hội phê bình phim trực tuyến              | 19 tháng 1, 2009  | Nữ diễn viên chính xuất sắc nhất                   | Sally Hawkins       | Đề cử     | [ 22 ]       |
| Hiệp hội phê bình phim trực tuyến              | 19 tháng 1, 2009  | Nam diễn viên phụ xuất sắc nhất                    | Eddie Marsan        | Đề cử     | [ 22 ]       |
| Hiệp hội phê bình phim San Francisco           | 15 tháng 12, 2008 | Nữ diên viên chính xuất sắc nhất                   | Sally Hawkins       | Đoạt giải | [ 23 ]       |
| Giải Vệ tinh                                   | 14 tháng 12, 2008 | Phim hay nhất – Phim ca nhạc hoặc Hài              | Yêu đời lên bạn nhé | Đoạt giải | [ 24 ]       |
| Giải Vệ tinh                                   | 14 tháng 12, 2008 | Nữ diễn viên xuất sắc nhất – Phim ca nhạc hoặc Hài | Sally Hawkins       | Đoạt giải | [ 24 ]       |

## Phương tiện truyền thông tại nhà
The Region 1 DVD đã được phát hành vào ngày 10 tháng 3 năm 2009. Nó được định dạng hình ảnh anamorphic widescreen, âm thanh tiếng Anh với phụ đề tiếng Anh và tiếng Tây Ban Nha. Ngoài ra còn được đính kèm thêm các đoạn phim tài liệu trong quá trình làm phim của đạo diễn kiêm biên kịch Mike Leigh bao gồm Behind the Wheel of Happy-Go-Lucky và Happy-in-Character.